# Riesgo natural
Un riesgo natural se puede definir como la probabilidad de que un territorio y la sociedad que habita en él, se vean afectados por episodios naturales de rango extraordinario. En otras palabras, la vulnerabilidad de una población o región a una amenaza o peligro natural.
Por el contrario, los riesgos antrópicos son riesgos provocados por la acción del ser humano sobre la naturaleza, como la contaminación del agua, el aire o el suelo, la deforestación o los incendios, entre otros.
La amenaza o peligro natural hace referencia a la probabilidad de que se produzca un determinado fenómeno natural, de una cierta extensión, intensidad y duración, con potencial para causar daños a personas o al entorno.
La vulnerabilidad hace referencia al impacto del fenómeno sobre la sociedad, y es precisamente el incremento de la vulnerabilidad el que ha llevado a un mayor aumento de los riesgos naturales. La vulnerabilidad abarca desde el uso del territorio (exposición al riesgo) hasta la estructura de las construcciones y mecanismos de alarma y aviso (sensibilidad socioeconómica), y depende fuertemente de la capacidad de respuesta de la población frente al riesgo (resiliencia).
El número de desastres humanos ha aumentado en los últimos años porque al ir creciendo la población, el número de personas a los que afectan está siendo mayor cada vez. Por otra parte el traslado de muchos habitantes a las ciudades con el proceso de éxodo rural acentuado sobre todo en los países subdesarrollados, hace que cuando se produce cualquier incidente en la proximidad de una gran ciudad las consecuencias sean dramáticas. Un solo terremoto, con epicentro en la ciudad china de Tangshan, mató a más de 250 000 personas en 1977.
Es necesario distinguir entre:
- Riesgos actuales: un volcán en erupción, un deslizamiento activo, un acuífero contaminado que se está explotando. Los Riesgos actuales suelen ir acompañados de daños, aunque no hayan desarrollado todo su potencial
- Riesgos potenciales: por ejemplo, un volcán transitoriamente inactivo o una ladera en equilibrio precario. Estos conceptos, suelen ser muy usados en los Mapas de Riesgos.

## Clasificación de los riesgos naturales

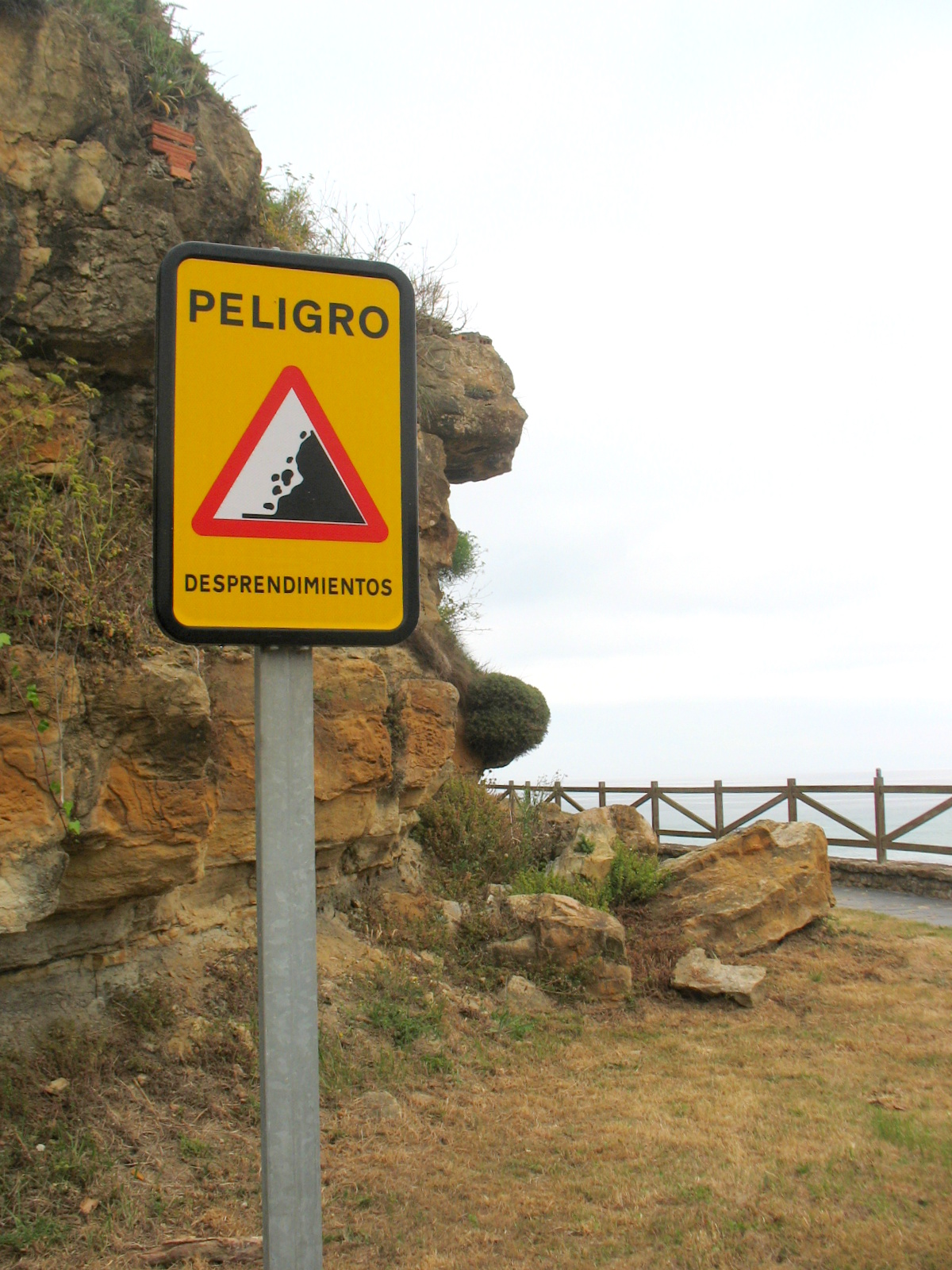
Prevención de riesgos: señal de peligro por desprendimiento de rocas.

Los riesgos naturales se pueden clasificar de la siguiente manera:
- Geológicos:
  - Vulcanismo
  - Terremotos
  - Tsunamis - maremotos.
  - Geomorfológicos:
    - Deslizamientos de laderas
    - Subsidencia
    - Aludes
    - Deslizamientos
    - Solifluxión

- Meteorológicos e hidrológicos:
  - Nieve y hielo
  - Lluvias intensas, granizo y tormentas
  - Inundaciones súbitas y en grandes cuencas.
  - Olas de frío y de calor
  - Vientos fuertes (Tornados y mangas marinas), incendios forestales y temporales marítimos.
  - Ciclones tropicales
- Climatológicos:
  - Sequías y desertificación
  - Inundaciones
  - Ola de calor
  - Ola de frío
  - Agujero de la capa de ozono
  - Lluvia ácida
  - Cambio climático
- Biológicos
  - Plagas
  - Epidemias
- Cósmicos
  - Choque de objetos del espacio con la Tierra
  - Tormentas geomagnéticas